# El Sauzal (capital municipal)
El Sauzal es una entidad de población, capital administrativa del municipio homónimo, en la isla de Tenerife —Canarias, España—.

## Toponimia
Esta localidad recibe su nombre debido a la abundancia de sauces Salix canariensis que existían en la zona en el momento de la colonización europea en el siglo xvi, siendo conocido en origen también como El Sauzalejo.

## Características
Se sitúa en la zona baja del municipio, al norte de la TF-5, alcanzando una altitud media de 383 m s. n. m. Toda la franja costera de la localidad forma parte del Paisaje Protegido de Costa de Acentejo.
Está compuesta por los núcleos de El Sauzal, El Montillo y La Costa, a su vez subdivididos en los barrios de El Casco, El Calvario, San José y San Nicolás, y las urbanizaciones de El Puertito, Los Naranjos, La Baranda, Los Ángeles, Primavera y El Sauzalito.
Como capital y centro del municipio, El Sauzal cuenta con la mayor parte de las infraestructuras locales. Aquí se localizan el edificio del Ayuntamiento, el juzgado de paz, el cementerio y tanatorio municipales, o la comisaría de la policía local. Cuenta con varias instalaciones religiosas —iglesia de San Pedro, ermitas de San Nicolás, San José, Calvario y de Los Ángeles—, varios museos y centros socioculturales, centros de enseñanza —Centro Infantil Mi Cometa, Colegio de Enseñanza Infantil y Primaria El Sauzal, Colegio Británico e Instituto de Enseñanza Secundaria San Nicolás—, biblioteca pública, auditorio, sala de exposiciones, consultorio médico, centro comercial y Mercado municipal, oficina de Correos, plazas públicas y parques infantiles, los parques públicos de Los Lavaderos y La Garañona, gasolineras, farmacias, entidades bancarias, instalaciones deportivas —cancha, campo de bochas/petanca, polideportivo, campo municipal de fútbol y campo de lucha canaria Santiago Canino Pérez—, así como con numerosos comercios, bares y restaurantes. Cuenta además con varios miradores y un sendero turístico.
La iglesia de San Pedro Apóstol fue declarada en 2005 Bien de Interés Cultural en la categoría de Monumento. Otro monumento importante de la localidad es la Ermita de Nuestra Señora de los Ángeles.
En esta localidad también se encuentran los cuatro árboles monumentales del municipio: dos ejemplares de drago Dracaena draco —dragos de la Sierva de Dios y del Ayuntamiento—, un acebuche Olea cerasiformis —acebuche del Sauzal— y una palmera canaria Phoenix canariensis.

## Demografía
| Año        | 2000  | 2001  | 2002  | 2003  | 2004  | 2005  | 2006  | 2007  | 2008  | 2009  | 2010  | 2011  | 2012  | 2013  |
| ---------- | ----- | ----- | ----- | ----- | ----- | ----- | ----- | ----- | ----- | ----- | ----- | ----- | ----- | ----- |
| Habitantes | 4.049 | 4.167 | 4.518 | 4.753 | 4.687 | 4.837 | 4.984 | 5.261 | 5.386 | 5.391 | 5.331 | 5.400 | 5.382 | 5.422 |

| Denominación | Habitantes |
| ------------ | ---------- |
| El Montillo  | 1.534      |
| El Sauzal    | 1.921      |
| La Costa     | 1.967      |
| TOTAL        | 5.422      |

## Fiestas
En El Sauzal se celebran fiestas patronales en honor a San Pedro Apóstol y a la Virgen de los Ángeles, llevándose a cabo entre los meses de junio y julio numerosos actos religiosos y populares.
En el enclave de San Nicolás se celebra la tradicional bendición de los panes en el mes de septiembre, así como la «quema del haragán». En San José se realizan actividades culturales y recreativas en honor a san José Obrero. Otras celebraciones que se llevan a cabo en El Sauzal son el Corpus Christi, el día de la Cruz o la cabalgata de Reyes.

## Comunicaciones
Se accede a la localidad principalmente por la Autopista del Norte TF-5 y por la Carretera General del Norte TF-152.

### Transporte público
El Sauzal posee paradas de taxi en la Carretera General del Norte, junto al Museo Casa de la Miel, y en la avenida de Las Palmeras.
En autobús —guagua— queda conectada mediante las siguientes líneas de TITSA:
| Línea | Trayecto                                                | Recorrido     |
| ----- | ------------------------------------------------------- | ------------- |
| 011   | La Laguna - El Sauzal (por C/ El Calvario de Tacoronte) | Horario/Línea |
| 012   | La Laguna - El Sauzal (por zona centro de Tacoronte)    | Horario/Línea |
| 101   | La Laguna - La Orotava (por Carretera General)          | Horario/Línea |
| 102   | Santa Cruz - Puerto de la Cruz (express)                | Horario/Línea |

## Lugares de interés
- Ayuntamiento de El Sauzal

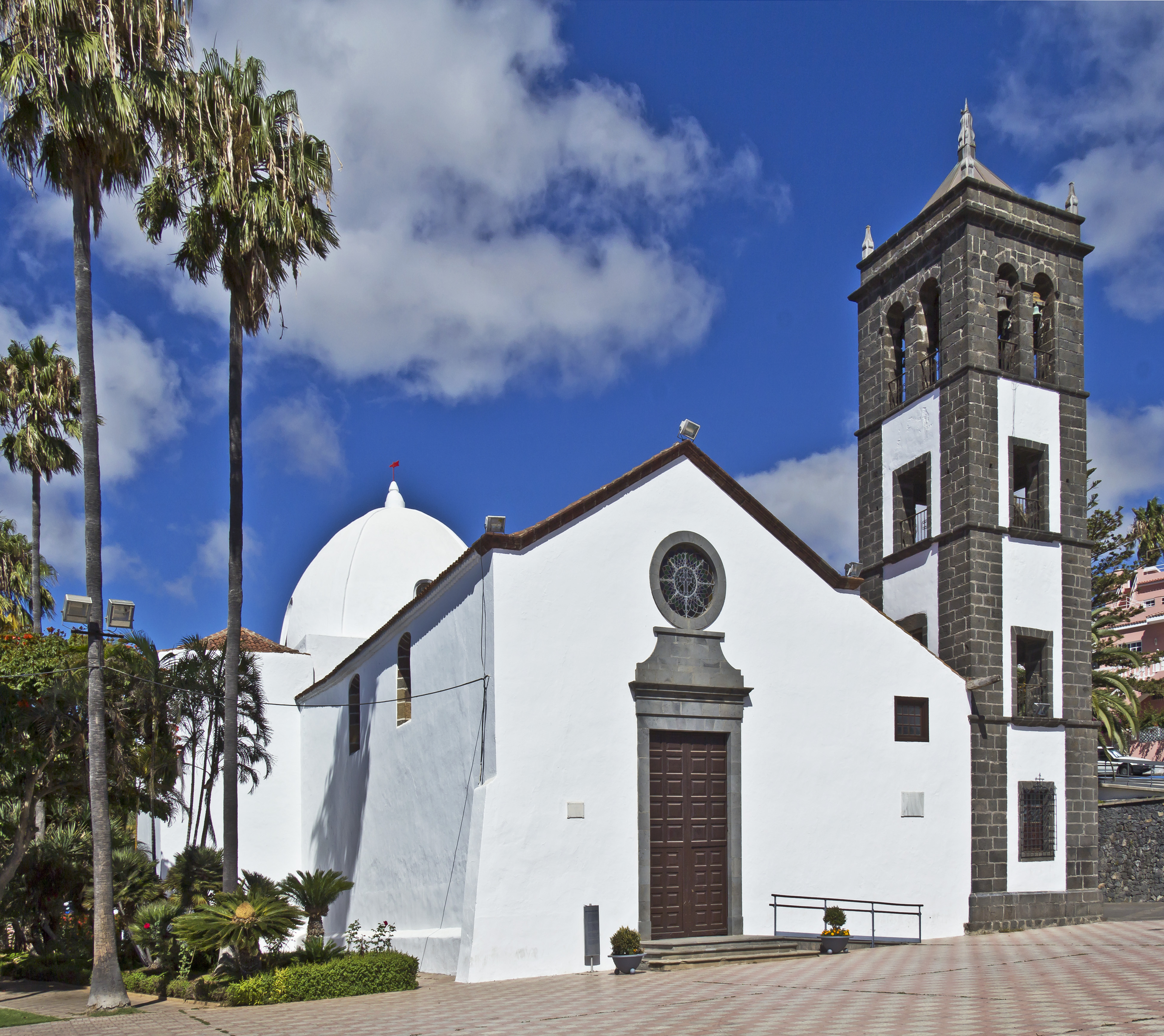
Iglesia de San Pedro.

- Iglesia de San Pedro Apóstol (BIC)
- Ermita de Nuestra Señora de los Ángeles y del Mar
- Museo Casa de la Miel
- Museo Casa del Vino
- Museo de la Lucha Canaria
- Museo de la Sierva de Dios
- Parque Los Lavaderos
- Parque La Garañona
- Mercado de El Sauzal
- Pensión Balcón del Mar
- Miradores de Las Breñas, El Casco y La Garañona
- Sendero Las Breñas
- Paseo Litoral Costa de Acentejo
- Playa de La Garañona

## Galería

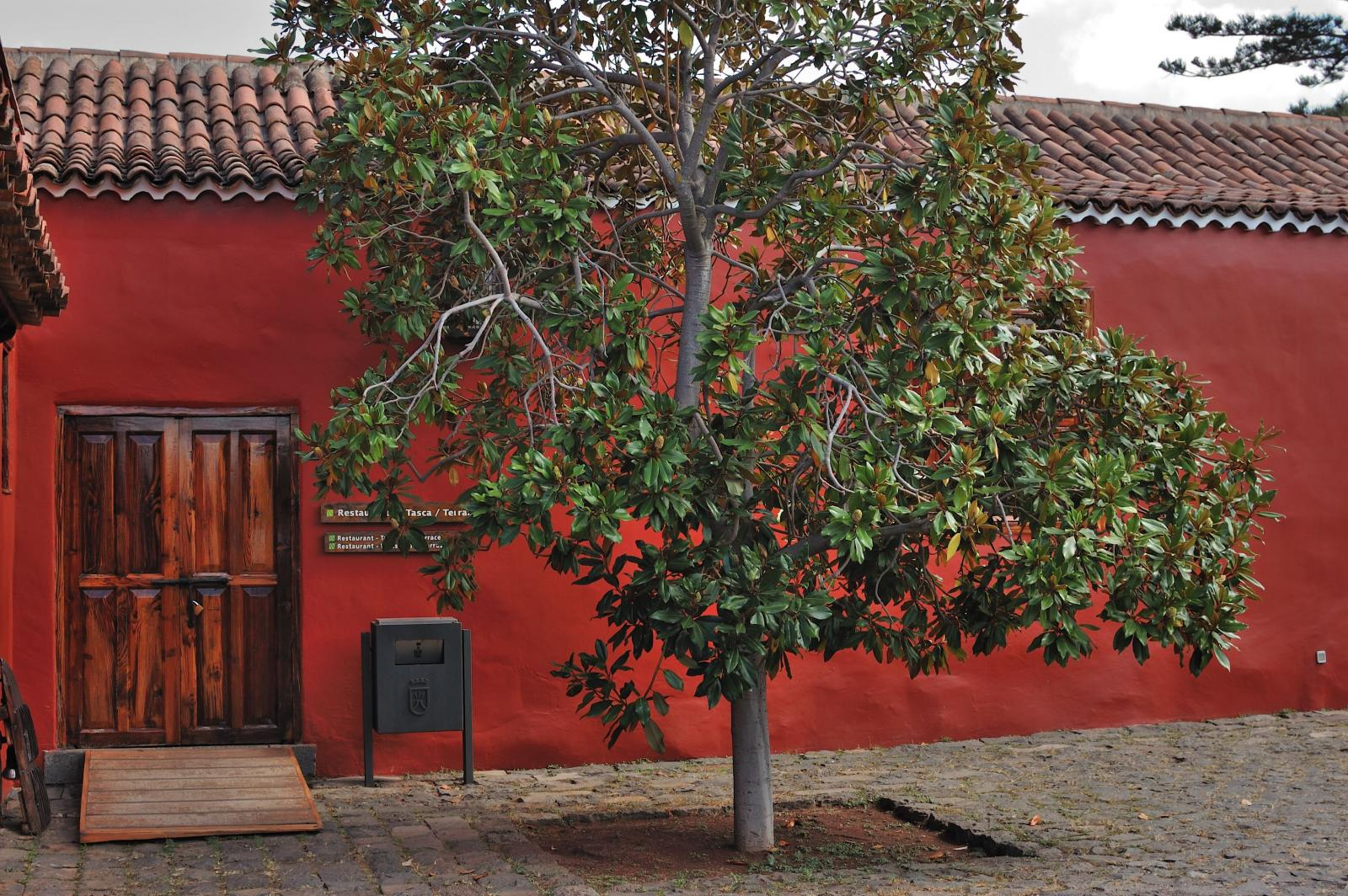
Museo Casa del Vino en La Baranda.